# Gruppspelet i Svenska cupen i fotboll 2014/2015
Gruppspelet i Svenska cupen i fotboll 2014/2015 spelades från den 21 februari till den 8 mars 2015. Totalt tävlade 32 lag i gruppspelet om åtta slutspelsplatser. Gruppspelet bestod av 32 lag som delas upp i åtta grupper med fyra lag i varje grupp. Alla lag i varje grupp spelar mot varandra en gång. Enbart gruppvinnarna gick vidare.

## Grupper

### Grupp 1
| Nr | Lag              | S | V | O | F | GM | IM | MS  | P |
| -- | ---------------- | - | - | - | - | -- | -- | --- | - |
| 1  | Malmö FF         | 3 | 3 | 0 | 0 | 12 | 0  | +12 | 9 |
| 2  | Jönköpings Södra | 3 | 2 | 0 | 1 | 6  | 5  | +1  | 6 |
| 3  | Assyriska FF     | 3 | 1 | 0 | 2 | 3  | 6  | −3  | 3 |
| 4  | Hudiksvalls FF   | 3 | 0 | 0 | 3 | 2  | 12 | −10 | 0 |

| Hemma \ Borta    | AFF | HFF | JS  | MFF |
| Assyriska FF     | —   | 3–1 | —   | —   |
| Hudiksvalls FF   | —   | —   | 1–4 | 0–5 |
| Jönköpings Södra | 2–0 | —   | —   | —   |
| Malmö FF         | 3–0 | —   | 4–0 | —   |

|             | 21 februari 2015 | Hudiksvalls FF         | 1 – 4           | Jönköpings Södra                     | Glysisvallen                                           |                                                        |
| 13:00 UTC+1 | 13:00 UTC+1      | J. Karlsson 52′ (str.) | (0 – 3) Rapport | 12′, 29′ Smylie 44′ Silka 75′ Olsson | Hudiksvall Publik: 270 Domare: Patrik Eriksson (Gävle) | Hudiksvall Publik: 270 Domare: Patrik Eriksson (Gävle) |
| 13:00 UTC+1 | 13:00 UTC+1      |                        |                 |                                      | Hudiksvall Publik: 270 Domare: Patrik Eriksson (Gävle) | Hudiksvall Publik: 270 Domare: Patrik Eriksson (Gävle) |
| 13:00 UTC+1 | 13:00 UTC+1      |                        |                 |                                      | Hudiksvall Publik: 270 Domare: Patrik Eriksson (Gävle) | Hudiksvall Publik: 270 Domare: Patrik Eriksson (Gävle) |

|             | 22 februari 2015 | Malmö FF                        | 3 – 0           | Assyriska FF | Malmö IP                                          |                                                   |
| 16:00 UTC+1 | 16:00 UTC+1      | Helander 5′ Sana 45′ Eikrem 89′ | (2 – 0) Rapport |              | Malmö Publik: 5 560 Domare: Andreas Ekberg (Lund) | Malmö Publik: 5 560 Domare: Andreas Ekberg (Lund) |
| 16:00 UTC+1 | 16:00 UTC+1      |                                 |                 |              | Malmö Publik: 5 560 Domare: Andreas Ekberg (Lund) | Malmö Publik: 5 560 Domare: Andreas Ekberg (Lund) |
| 16:00 UTC+1 | 16:00 UTC+1      |                                 |                 |              | Malmö Publik: 5 560 Domare: Andreas Ekberg (Lund) | Malmö Publik: 5 560 Domare: Andreas Ekberg (Lund) |

|             | 28 februari 2015 | Hudiksvalls FF | 0 – 5           | Malmö FF                                                      | Glysisvallen                                           |                                                        |
| 14:00 UTC+1 | 14:00 UTC+1      |                | (0 – 2) Rapport | 25′ Eikrem 30′ Tinnerholm 69′ Rosenberg 70′ Berget 72′ (sjm.) | Hudiksvall Publik: 982 Domare: Glenn Nyberg (Borlänge) | Hudiksvall Publik: 982 Domare: Glenn Nyberg (Borlänge) |
| 14:00 UTC+1 | 14:00 UTC+1      |                |                 |                                                               | Hudiksvall Publik: 982 Domare: Glenn Nyberg (Borlänge) | Hudiksvall Publik: 982 Domare: Glenn Nyberg (Borlänge) |
| 14:00 UTC+1 | 14:00 UTC+1      |                |                 |                                                               | Hudiksvall Publik: 982 Domare: Glenn Nyberg (Borlänge) | Hudiksvall Publik: 982 Domare: Glenn Nyberg (Borlänge) |

|             | 28 februari 2015 | Jönköpings Södra    | 2 – 0           | Assyriska FF | Elmiahallen                                          |                                                      |
| 16:00 UTC+1 | 16:00 UTC+1      | Smylie 39′ Sabo 73′ | (1 – 0) Rapport |              | Jönköping Publik: 372 Domare: Nermin Cisic (Värnamo) | Jönköping Publik: 372 Domare: Nermin Cisic (Värnamo) |
| 16:00 UTC+1 | 16:00 UTC+1      |                     |                 |              | Jönköping Publik: 372 Domare: Nermin Cisic (Värnamo) | Jönköping Publik: 372 Domare: Nermin Cisic (Värnamo) |
| 16:00 UTC+1 | 16:00 UTC+1      |                     |                 |              | Jönköping Publik: 372 Domare: Nermin Cisic (Värnamo) | Jönköping Publik: 372 Domare: Nermin Cisic (Värnamo) |

|             | 7 mars 2015 | Assyriska FF                           | 3 – 1           | Hudiksvalls FF | Södertälje fotbollsarena                                |                                                         |
| 16:00 UTC+1 | 16:00 UTC+1 | Genc 53′ A. Nilsson 83′ Brandeborn 85′ | (0 – 0) Rapport |                | Södertälje Publik: 299 Domare: Dragan Banjac (Vendelsö) | Södertälje Publik: 299 Domare: Dragan Banjac (Vendelsö) |
| 16:00 UTC+1 | 16:00 UTC+1 |                                        |                 |                | Södertälje Publik: 299 Domare: Dragan Banjac (Vendelsö) | Södertälje Publik: 299 Domare: Dragan Banjac (Vendelsö) |
| 16:00 UTC+1 | 16:00 UTC+1 |                                        |                 |                | Södertälje Publik: 299 Domare: Dragan Banjac (Vendelsö) | Södertälje Publik: 299 Domare: Dragan Banjac (Vendelsö) |

|             | 7 mars 2015 | Malmö FF                                       | 4 – 0           | Jönköpings Södra | Malmö IP                                                 |                                                          |
| 16:00 UTC+1 | 16:00 UTC+1 | Berget 3′ Eikrem 23′ Rosenberg 56′ Mehmeti 81′ | (2 – 0) Rapport |                  | Malmö Publik: 3 646 Domare: Mohammed Al-Hakim (Västerås) | Malmö Publik: 3 646 Domare: Mohammed Al-Hakim (Västerås) |
| 16:00 UTC+1 | 16:00 UTC+1 |                                                |                 |                  | Malmö Publik: 3 646 Domare: Mohammed Al-Hakim (Västerås) | Malmö Publik: 3 646 Domare: Mohammed Al-Hakim (Västerås) |
| 16:00 UTC+1 | 16:00 UTC+1 |                                                |                 |                  | Malmö Publik: 3 646 Domare: Mohammed Al-Hakim (Västerås) | Malmö Publik: 3 646 Domare: Mohammed Al-Hakim (Västerås) |

### Grupp 2
| Nr | Lag              | S | V | O | F | GM | IM | MS  | P |
| -- | ---------------- | - | - | - | - | -- | -- | --- | - |
| 1  | IFK Göteborg     | 3 | 2 | 1 | 0 | 13 | 2  | +11 | 7 |
| 2  | FC Trollhättan   | 3 | 1 | 2 | 0 | 5  | 4  | +1  | 5 |
| 3  | Ljungskile SK    | 3 | 1 | 1 | 1 | 6  | 6  | 0   | 4 |
| 4  | Myresjö/Vetlanda | 3 | 0 | 0 | 3 | 1  | 13 | −12 | 0 |

| Hemma \ Borta    | FCT | IFK | LSK | M/V |
| FC Trollhättan   | —   | 2–2 | —   | 2–1 |
| IFK Göteborg     | —   | —   | 5–0 | —   |
| Ljungskile SK    | 1–1 | —   | —   | —   |
| Myresjö/Vetlanda | —   | 0–6 | 0–5 | —   |

|             | 21 februari 2015 | FC Trollhättan              | 2 – 2           | IFK Göteborg        | Edsborgs IP                                                |                                                            |
| 15:00 UTC+1 | 15:00 UTC+1      | Bennhage 68′ Gustafsson 78′ | (0 – 1) Rapport | 36′ Rieks 57′ Boman | Trollhättan Publik: 2 417 Domare: Michael Lerjéus (Skövde) | Trollhättan Publik: 2 417 Domare: Michael Lerjéus (Skövde) |
| 15:00 UTC+1 | 15:00 UTC+1      |                             |                 |                     | Trollhättan Publik: 2 417 Domare: Michael Lerjéus (Skövde) | Trollhättan Publik: 2 417 Domare: Michael Lerjéus (Skövde) |
| 15:00 UTC+1 | 15:00 UTC+1      |                             |                 |                     | Trollhättan Publik: 2 417 Domare: Michael Lerjéus (Skövde) | Trollhättan Publik: 2 417 Domare: Michael Lerjéus (Skövde) |

|             | 22 februari 2015 | Myresjö/Vetlanda | 0 – 5           | Ljungskile SK                                 | Heds Arena                                          |                                                     |
| 14:00 UTC+1 | 14:00 UTC+1      |                  | (0 – 3) Rapport | 17′, 36′, 81′ Sema 24′ Mellqvist 64′ Bajrovic | Vetlanda Publik: 311 Domare: Nermin Cisic (Värnamo) | Vetlanda Publik: 311 Domare: Nermin Cisic (Värnamo) |
| 14:00 UTC+1 | 14:00 UTC+1      |                  |                 |                                               | Vetlanda Publik: 311 Domare: Nermin Cisic (Värnamo) | Vetlanda Publik: 311 Domare: Nermin Cisic (Värnamo) |
| 14:00 UTC+1 | 14:00 UTC+1      |                  |                 |                                               | Vetlanda Publik: 311 Domare: Nermin Cisic (Värnamo) | Vetlanda Publik: 311 Domare: Nermin Cisic (Värnamo) |

|             | 28 februari 2015 | Ljungskile SK | 1 – 1           | FC Trollhättan | Rimnersvallen                                                |                                                              |
| 14:00 UTC+1 | 14:00 UTC+1      | Björlund 52′  | (0 – 0) Rapport | 85′ Daoud      | Ljungskile Publik: 315 Domare: Kristoffer Karlsson (Höganäs) | Ljungskile Publik: 315 Domare: Kristoffer Karlsson (Höganäs) |
| 14:00 UTC+1 | 14:00 UTC+1      |               |                 |                | Ljungskile Publik: 315 Domare: Kristoffer Karlsson (Höganäs) | Ljungskile Publik: 315 Domare: Kristoffer Karlsson (Höganäs) |
| 14:00 UTC+1 | 14:00 UTC+1      |               |                 |                | Ljungskile Publik: 315 Domare: Kristoffer Karlsson (Höganäs) | Ljungskile Publik: 315 Domare: Kristoffer Karlsson (Höganäs) |

|             | 28 februari 2015 | Myresjö/Vetlanda | 0 – 6           | IFK Göteborg                                                         | Heds Arena                                            |                                                       |
| 16:00 UTC+1 | 16:00 UTC+1      |                  | (0 – 4) Rapport | 5′ (str.) Smedberg-Dalence 32′, 41′, 52′ Vibe 40′ Boman 65′ Bjärsmyr | Vetlanda Publik: 1 856 Domare: Kaspar Sjöberg (Malmö) | Vetlanda Publik: 1 856 Domare: Kaspar Sjöberg (Malmö) |
| 16:00 UTC+1 | 16:00 UTC+1      |                  |                 |                                                                      | Vetlanda Publik: 1 856 Domare: Kaspar Sjöberg (Malmö) | Vetlanda Publik: 1 856 Domare: Kaspar Sjöberg (Malmö) |
| 16:00 UTC+1 | 16:00 UTC+1      |                  |                 |                                                                      | Vetlanda Publik: 1 856 Domare: Kaspar Sjöberg (Malmö) | Vetlanda Publik: 1 856 Domare: Kaspar Sjöberg (Malmö) |

|             | 8 februari 2015 | FC Trollhättan            | 2 – 1           | Myresjö/Vetlanda | Edsborgs IP                                               |                                                           |
| 14:00 UTC+1 | 14:00 UTC+1     | Bagger 52′ F. Larsson 80′ | (0 – 0) Rapport | 67′ Elmersson    | Trollhättan Publik: 235 Domare: Antti Kanerva (Olofstorp) | Trollhättan Publik: 235 Domare: Antti Kanerva (Olofstorp) |
| 14:00 UTC+1 | 14:00 UTC+1     |                           |                 |                  | Trollhättan Publik: 235 Domare: Antti Kanerva (Olofstorp) | Trollhättan Publik: 235 Domare: Antti Kanerva (Olofstorp) |
| 14:00 UTC+1 | 14:00 UTC+1     |                           |                 |                  | Trollhättan Publik: 235 Domare: Antti Kanerva (Olofstorp) | Trollhättan Publik: 235 Domare: Antti Kanerva (Olofstorp) |

|             | 8 februari 2015 | IFK Göteborg                                                    | 5 – 0           | Ljungskile SK | Valhalla IP                                                  |                                                              |
| 14:00 UTC+1 | 14:00 UTC+1     | S. Eriksson 39′ T. Pettersson 56′ Vibe 61′, 62′ Salomonsson 75′ | (1 – 0) Rapport |               | Göteborg Publik: 3 432 Domare: Kristoffer Karlsson (Höganäs) | Göteborg Publik: 3 432 Domare: Kristoffer Karlsson (Höganäs) |
| 14:00 UTC+1 | 14:00 UTC+1     |                                                                 |                 |               | Göteborg Publik: 3 432 Domare: Kristoffer Karlsson (Höganäs) | Göteborg Publik: 3 432 Domare: Kristoffer Karlsson (Höganäs) |
| 14:00 UTC+1 | 14:00 UTC+1     |                                                                 |                 |               | Göteborg Publik: 3 432 Domare: Kristoffer Karlsson (Höganäs) | Göteborg Publik: 3 432 Domare: Kristoffer Karlsson (Höganäs) |

### Grupp 3
| Nr | Lag              | S | V | O | F | GM | IM | MS | P |
| -- | ---------------- | - | - | - | - | -- | -- | -- | - |
| 1  | Hammarby IF      | 3 | 2 | 1 | 0 | 4  | 2  | +2 | 7 |
| 2  | AIK              | 3 | 2 | 0 | 1 | 8  | 2  | +6 | 6 |
| 3  | Landskrona BoIS  | 3 | 1 | 1 | 1 | 3  | 6  | −3 | 4 |
| 4  | Kristianstads FF | 3 | 0 | 0 | 3 | 1  | 6  | −5 | 0 |

| Hemma \ Borta    | AIK | HAIF | KFF | BOIS |
| AIK              | —   | 1–2  | —   | 4–0  |
| Hammarby IF      | —   | —    | —   | 1–1  |
| Kristianstads FF | 0–3 | 0–1  | —   | —    |
| Landskrona BoIS  | —   | —    | 2–1 | —    |

|             | 21 februari 2015 | AIK                                                  | 4 – 0           | Landskrona BoIS | Grimsta IP                                                |                                                           |
| 13:00 UTC+1 | 13:00 UTC+1      | N. Johansson 39′ Sundberg 45′ Goitom 59′ Bangura 73′ | (2 – 0) Rapport |                 | Stockholm Publik: 3 015 Domare: Stefan Johannesson (Täby) | Stockholm Publik: 3 015 Domare: Stefan Johannesson (Täby) |
| 13:00 UTC+1 | 13:00 UTC+1      |                                                      |                 |                 | Stockholm Publik: 3 015 Domare: Stefan Johannesson (Täby) | Stockholm Publik: 3 015 Domare: Stefan Johannesson (Täby) |
| 13:00 UTC+1 | 13:00 UTC+1      |                                                      |                 |                 | Stockholm Publik: 3 015 Domare: Stefan Johannesson (Täby) | Stockholm Publik: 3 015 Domare: Stefan Johannesson (Täby) |

|             | 22 februari 2015 | Kristianstads FF | 0 – 1           | Hammarby IF   | Kristianstads IP                                                 |                                                                  |
| 14:00 UTC+1 | 14:00 UTC+1      |                  | (0 – 1) Rapport | 25′ Hallenius | Kristianstad Publik: 1 860 Domare: Kristoffer Karlsson (Höganäs) | Kristianstad Publik: 1 860 Domare: Kristoffer Karlsson (Höganäs) |
| 14:00 UTC+1 | 14:00 UTC+1      |                  |                 |               | Kristianstad Publik: 1 860 Domare: Kristoffer Karlsson (Höganäs) | Kristianstad Publik: 1 860 Domare: Kristoffer Karlsson (Höganäs) |
| 14:00 UTC+1 | 14:00 UTC+1      |                  |                 |               | Kristianstad Publik: 1 860 Domare: Kristoffer Karlsson (Höganäs) | Kristianstad Publik: 1 860 Domare: Kristoffer Karlsson (Höganäs) |

|             | 28 februari 2015 | Kristianstads FF | 0 – 3           | AIK                                         | Kristianstads IP                                         |                                                          |
| 14:00 UTC+1 | 14:00 UTC+1      |                  | (0 – 1) Rapport | 28′ Väisänen 50′ Lundholm 59′ (str.) Bahoui | Kristianstad Publik: 1 982 Domare: Andreas Ekberg (Lund) | Kristianstad Publik: 1 982 Domare: Andreas Ekberg (Lund) |
| 14:00 UTC+1 | 14:00 UTC+1      |                  |                 |                                             | Kristianstad Publik: 1 982 Domare: Andreas Ekberg (Lund) | Kristianstad Publik: 1 982 Domare: Andreas Ekberg (Lund) |
| 14:00 UTC+1 | 14:00 UTC+1      |                  |                 |                                             | Kristianstad Publik: 1 982 Domare: Andreas Ekberg (Lund) | Kristianstad Publik: 1 982 Domare: Andreas Ekberg (Lund) |

|             | 1 mars 2015 | Hammarby IF | 1 – 1           | Landskrona BoIS | Tele2 Arena                                                   |                                                               |
| 16:00 UTC+1 | 16:00 UTC+1 | Rennie 67′  | (0 – 1) Rapport | 3′ Jarl         | Stockholm Publik: 10 419 Domare: Mohammed Al-Hakim (Västerås) | Stockholm Publik: 10 419 Domare: Mohammed Al-Hakim (Västerås) |
| 16:00 UTC+1 | 16:00 UTC+1 |             |                 |                 | Stockholm Publik: 10 419 Domare: Mohammed Al-Hakim (Västerås) | Stockholm Publik: 10 419 Domare: Mohammed Al-Hakim (Västerås) |
| 16:00 UTC+1 | 16:00 UTC+1 |             |                 |                 | Stockholm Publik: 10 419 Domare: Mohammed Al-Hakim (Västerås) | Stockholm Publik: 10 419 Domare: Mohammed Al-Hakim (Västerås) |

|             | 7 mars 2015 | Landskrona BoIS  | 2 – 1           | Kristianstads FF | Landskrona IP                                         |                                                       |
| 13:00 UTC+1 | 13:00 UTC+1 | Stadler 48′, 73′ | (0 – 0) Rapport | 67′ Ejupi        | Landskrona Publik: 350 Domare: Kaspar Sjöberg (Malmö) | Landskrona Publik: 350 Domare: Kaspar Sjöberg (Malmö) |
| 13:00 UTC+1 | 13:00 UTC+1 |                  |                 |                  | Landskrona Publik: 350 Domare: Kaspar Sjöberg (Malmö) | Landskrona Publik: 350 Domare: Kaspar Sjöberg (Malmö) |
| 13:00 UTC+1 | 13:00 UTC+1 |                  |                 |                  | Landskrona Publik: 350 Domare: Kaspar Sjöberg (Malmö) | Landskrona Publik: 350 Domare: Kaspar Sjöberg (Malmö) |

|             | 7 mars 2015 | AIK       | 1 – 2           | Hammarby IF                        | Friends Arena                                             |                                                           |
| 13:00 UTC+1 | 13:00 UTC+1 | Goitom 8′ | (1 – 1) Rapport | 14′ (str.) Bakircioglu 62′ Persson | Stockholm Publik: 41 063 Domare: Michael Lerjéus (Skövde) | Stockholm Publik: 41 063 Domare: Michael Lerjéus (Skövde) |
| 13:00 UTC+1 | 13:00 UTC+1 |           |                 |                                    | Stockholm Publik: 41 063 Domare: Michael Lerjéus (Skövde) | Stockholm Publik: 41 063 Domare: Michael Lerjéus (Skövde) |
| 13:00 UTC+1 | 13:00 UTC+1 |           |                 |                                    | Stockholm Publik: 41 063 Domare: Michael Lerjéus (Skövde) | Stockholm Publik: 41 063 Domare: Michael Lerjéus (Skövde) |

### Grupp 4
| Nr | Lag               | S | V | O | F | GM | IM | MS | P |
| -- | ----------------- | - | - | - | - | -- | -- | -- | - |
| 1  | IF Elfsborg       | 3 | 3 | 0 | 0 | 10 | 1  | +9 | 9 |
| 2  | IK Sirius         | 3 | 2 | 0 | 1 | 6  | 6  | 0  | 6 |
| 3  | AFC United        | 3 | 1 | 0 | 2 | 3  | 8  | −5 | 3 |
| 4  | IF Brommapojkarna | 3 | 0 | 0 | 3 | 1  | 5  | −4 | 0 |

| Hemma \ Borta     | AFC | IFE | IKS | BP  |
| AFC United        | —   | 1–5 | —   | 1–0 |
| IF Elfsborg       | —   | —   | 4–0 | 1–0 |
| IK Sirius         | 3–1 | —   | —   | —   |
| IF Brommapojkarna | —   | —   | 1–3 | —   |

|             | 21 februari 2015 | IF Elfsborg                          | 4 – 0           | IK Sirius | Borås Arena                                  |                                              |
| 16:00 UTC+1 | 16:00 UTC+1      | Hedlund 4′, 80′ Zeneli 82′ Frick 86′ | (1 – 0) Rapport |           | Borås Publik: 772 Domare: Johan Hamlin (Bro) | Borås Publik: 772 Domare: Johan Hamlin (Bro) |
| 16:00 UTC+1 | 16:00 UTC+1      |                                      |                 |           | Borås Publik: 772 Domare: Johan Hamlin (Bro) | Borås Publik: 772 Domare: Johan Hamlin (Bro) |
| 16:00 UTC+1 | 16:00 UTC+1      |                                      |                 |           | Borås Publik: 772 Domare: Johan Hamlin (Bro) | Borås Publik: 772 Domare: Johan Hamlin (Bro) |

|             | 22 februari 2015 | AFC United  | 1 – 0           | IF Brommapojkarna | Skytteholms IP                                             |                                                            |
| 14:00 UTC+1 | 14:00 UTC+1      | O. Jawo 90′ | (0 – 0) Rapport |                   | Stockholm Publik: 200 Domare: Markus Strömbergsson (Gävle) | Stockholm Publik: 200 Domare: Markus Strömbergsson (Gävle) |
| 14:00 UTC+1 | 14:00 UTC+1      |             |                 |                   | Stockholm Publik: 200 Domare: Markus Strömbergsson (Gävle) | Stockholm Publik: 200 Domare: Markus Strömbergsson (Gävle) |
| 14:00 UTC+1 | 14:00 UTC+1      |             |                 |                   | Stockholm Publik: 200 Domare: Markus Strömbergsson (Gävle) | Stockholm Publik: 200 Domare: Markus Strömbergsson (Gävle) |

|             | 28 februari 2015 | IF Brommapojkarna | 1 – 3           | IK Sirius                       | Grimsta IP                                            |                                                       |
| 14:00 UTC+1 | 14:00 UTC+1      | G. Sandberg 8′    | (1 – 1) Rapport | 21′ Silva 83′ Ogbu 90+3′ Ahonen | Stockholm Publik: 241 Domare: Patrik Eriksson (Gävle) | Stockholm Publik: 241 Domare: Patrik Eriksson (Gävle) |
| 14:00 UTC+1 | 14:00 UTC+1      |                   |                 |                                 | Stockholm Publik: 241 Domare: Patrik Eriksson (Gävle) | Stockholm Publik: 241 Domare: Patrik Eriksson (Gävle) |
| 14:00 UTC+1 | 14:00 UTC+1      |                   |                 |                                 | Stockholm Publik: 241 Domare: Patrik Eriksson (Gävle) | Stockholm Publik: 241 Domare: Patrik Eriksson (Gävle) |

|             | 1 mars 2015 | AFC United       | 1 – 5           | IF Elfsborg                                               | Skytteholms IP                                   |                                                  |
| 16:00 UTC+1 | 16:00 UTC+1 | Je. Carlsson 40′ | (1 – 1) Rapport | 11′ (str.), 66′ Claesson 57′ Hedlund 66′ Frick 90′ Zeneli | Stockholm Publik: 287 Domare: Johan Hamlin (Bro) | Stockholm Publik: 287 Domare: Johan Hamlin (Bro) |
| 16:00 UTC+1 | 16:00 UTC+1 |                  |                 |                                                           | Stockholm Publik: 287 Domare: Johan Hamlin (Bro) | Stockholm Publik: 287 Domare: Johan Hamlin (Bro) |
| 16:00 UTC+1 | 16:00 UTC+1 |                  |                 |                                                           | Stockholm Publik: 287 Domare: Johan Hamlin (Bro) | Stockholm Publik: 287 Domare: Johan Hamlin (Bro) |

|             | 8 mars 2015 | IK Sirius                              | 3 – 1           | AFC United   | Lötens IP                                                |                                                          |
| 16:00 UTC+1 | 16:00 UTC+1 | J. Andersson 12′ Thor 29′ Skoglund 80′ | (2 – 1) Rapport | 10′ El Kabir | Uppsala Publik: 242 Domare: Martin Strömbergsson (Gävle) | Uppsala Publik: 242 Domare: Martin Strömbergsson (Gävle) |
| 16:00 UTC+1 | 16:00 UTC+1 |                                        |                 |              | Uppsala Publik: 242 Domare: Martin Strömbergsson (Gävle) | Uppsala Publik: 242 Domare: Martin Strömbergsson (Gävle) |
| 16:00 UTC+1 | 16:00 UTC+1 |                                        |                 |              | Uppsala Publik: 242 Domare: Martin Strömbergsson (Gävle) | Uppsala Publik: 242 Domare: Martin Strömbergsson (Gävle) |

|             | 8 mars 2015 | IF Elfsborg | 1 – 0           | IF Brommapojkarna | Borås Arena                                      |                                                  |
| 16:00 UTC+1 | 16:00 UTC+1 | Prodell 45′ | (1 – 0) Rapport |                   | Borås Publik: 1 058 Domare: Per Melin (Kävlinge) | Borås Publik: 1 058 Domare: Per Melin (Kävlinge) |
| 16:00 UTC+1 | 16:00 UTC+1 |             |                 |                   | Borås Publik: 1 058 Domare: Per Melin (Kävlinge) | Borås Publik: 1 058 Domare: Per Melin (Kävlinge) |
| 16:00 UTC+1 | 16:00 UTC+1 |             |                 |                   | Borås Publik: 1 058 Domare: Per Melin (Kävlinge) | Borås Publik: 1 058 Domare: Per Melin (Kävlinge) |

### Grupp 5
| Nr | Lag         | S | V | O | F | GM | IM | MS | P |
| -- | ----------- | - | - | - | - | -- | -- | -- | - |
| 1  | BK Häcken   | 3 | 3 | 0 | 0 | 9  | 3  | +6 | 9 |
| 2  | Mjällby AIF | 3 | 2 | 0 | 1 | 8  | 4  | +4 | 6 |
| 3  | Östers IF   | 3 | 1 | 0 | 2 | 3  | 4  | −1 | 3 |
| 4  | Huddinge IF | 3 | 0 | 0 | 3 | 1  | 10 | −9 | 0 |

| Hemma \ Borta | BKH | HIF | MAIF | ÖIF |
| BK Häcken     | —   | —   | 4–2  | 2–0 |
| Huddinge IF   | 1–3 | —   | 0–4  | —   |
| Mjällby AIF   | —   | —   | —    | 2–0 |
| Östers IF     | —   | 3–0 | —    | —   |

|             | 21 februari 2015 | Huddinge IF | 0 – 4           | Mjällby AIF                                                | Skytteholms IP                                        |                                                       |
| 17:00 UTC+1 | 17:00 UTC+1      |             | (0 – 1) Rapport | 43′ Håkansson 62′ S. Nilsson 66′ Bonsu 88′ (str.) Ekenberg | Stockholm Publik: 350 Domare: Glenn Nyberg (Borlänge) | Stockholm Publik: 350 Domare: Glenn Nyberg (Borlänge) |
| 17:00 UTC+1 | 17:00 UTC+1      |             |                 |                                                            | Stockholm Publik: 350 Domare: Glenn Nyberg (Borlänge) | Stockholm Publik: 350 Domare: Glenn Nyberg (Borlänge) |
| 17:00 UTC+1 | 17:00 UTC+1      |             |                 |                                                            | Stockholm Publik: 350 Domare: Glenn Nyberg (Borlänge) | Stockholm Publik: 350 Domare: Glenn Nyberg (Borlänge) |

|             | 25 februari 2015 | BK Häcken                      | 2 – 0           | Östers IF | Valhalla IP                                         |                                                     |
| 19:00 UTC+1 | 19:00 UTC+1      | Mohammed 73′ Si. Gustafson 88′ | (0 – 0) Rapport |           | Göteborg Publik: 419 Domare: Jim Petersson (Motala) | Göteborg Publik: 419 Domare: Jim Petersson (Motala) |
| 19:00 UTC+1 | 19:00 UTC+1      |                                |                 |           | Göteborg Publik: 419 Domare: Jim Petersson (Motala) | Göteborg Publik: 419 Domare: Jim Petersson (Motala) |
| 19:00 UTC+1 | 19:00 UTC+1      |                                |                 |           | Göteborg Publik: 419 Domare: Jim Petersson (Motala) | Göteborg Publik: 419 Domare: Jim Petersson (Motala) |

|             | 28 februari 2015 | Huddinge IF | 1 – 3           | BK Häcken                                         | Skytteholms IP                                       |                                                      |
| 17:00 UTC+1 | 17:00 UTC+1      | Amoah 58′   | (0 – 1) Rapport | 1′ Rexhepi 53′ Joe. Andersson 90+3′ Sa. Gustafson | Stockholm Publik: 102 Domare: Johan Krantz (Uppsala) | Stockholm Publik: 102 Domare: Johan Krantz (Uppsala) |
| 17:00 UTC+1 | 17:00 UTC+1      |             |                 |                                                   | Stockholm Publik: 102 Domare: Johan Krantz (Uppsala) | Stockholm Publik: 102 Domare: Johan Krantz (Uppsala) |
| 17:00 UTC+1 | 17:00 UTC+1      |             |                 |                                                   | Stockholm Publik: 102 Domare: Johan Krantz (Uppsala) | Stockholm Publik: 102 Domare: Johan Krantz (Uppsala) |

|             | 1 mars 2015 | Mjällby AIF                   | 2 – 0           | Östers IF | Strandvallens konstgräs                               |                                                       |
| 14:00 UTC+1 | 14:00 UTC+1 | S. Nilsson 18′ D. Nilsson 58′ | (1 – 0) Rapport |           | Hällevik Publik: 314 Domare: Dragan Banjac (Vendelsö) | Hällevik Publik: 314 Domare: Dragan Banjac (Vendelsö) |
| 14:00 UTC+1 | 14:00 UTC+1 |                               |                 |           | Hällevik Publik: 314 Domare: Dragan Banjac (Vendelsö) | Hällevik Publik: 314 Domare: Dragan Banjac (Vendelsö) |
| 14:00 UTC+1 | 14:00 UTC+1 |                               |                 |           | Hällevik Publik: 314 Domare: Dragan Banjac (Vendelsö) | Hällevik Publik: 314 Domare: Dragan Banjac (Vendelsö) |

|             | 7 mars 2015 | Östers IF                                   | 3 – 0           | Huddinge IF | Tipshallen                                       |                                                  |
| 14:00 UTC+1 | 14:00 UTC+1 | Söderberg 29′ (str.) Velić 89′ Wihlborg 90′ | (1 – 0) Rapport |             | Växjö Publik: 340 Domare: Jim Petersson (Motala) | Växjö Publik: 340 Domare: Jim Petersson (Motala) |
| 14:00 UTC+1 | 14:00 UTC+1 |                                             |                 |             | Växjö Publik: 340 Domare: Jim Petersson (Motala) | Växjö Publik: 340 Domare: Jim Petersson (Motala) |
| 14:00 UTC+1 | 14:00 UTC+1 |                                             |                 |             | Växjö Publik: 340 Domare: Jim Petersson (Motala) | Växjö Publik: 340 Domare: Jim Petersson (Motala) |

|             | 7 mars 2015 | BK Häcken                                            | 4 – 2           | Mjällby AIF        | Valhalla IP                                         |                                                     |
| 14:00 UTC+1 | 14:00 UTC+1 | Abubakari 8′ Si. Gustafson 24′, 90′ Thorvaldsson 87′ | (2 – 1) Rapport | 36′ Ervik 88′ Abdu | Göteborg Publik: 673 Domare: Nermin Cisic (Värnamo) | Göteborg Publik: 673 Domare: Nermin Cisic (Värnamo) |
| 14:00 UTC+1 | 14:00 UTC+1 |                                                      |                 |                    | Göteborg Publik: 673 Domare: Nermin Cisic (Värnamo) | Göteborg Publik: 673 Domare: Nermin Cisic (Värnamo) |
| 14:00 UTC+1 | 14:00 UTC+1 |                                                      |                 |                    | Göteborg Publik: 673 Domare: Nermin Cisic (Värnamo) | Göteborg Publik: 673 Domare: Nermin Cisic (Värnamo) |

### Grupp 6
| Nr | Lag           | S | V | O | F | GM | IM | MS | P |
| -- | ------------- | - | - | - | - | -- | -- | -- | - |
| 1  | Örebro SK     | 3 | 2 | 1 | 0 | 6  | 4  | +2 | 7 |
| 2  | Gefle IF      | 3 | 2 | 0 | 1 | 5  | 4  | +1 | 6 |
| 3  | Varbergs BoIS | 3 | 1 | 1 | 1 | 6  | 5  | +1 | 4 |
| 4  | Dalkurd FF    | 3 | 0 | 0 | 3 | 1  | 5  | −4 | 0 |

| Hemma \ Borta | DFF | GIF | VAR | ÖSK |
| Dalkurd FF    | —   | 1–2 | —   | 0–1 |
| Gefle IF      | —   | —   | 2–1 | —   |
| Varbergs BoIS | 2–0 | —   | —   | —   |
| Örebro SK     | —   | 2–1 | 3–3 | —   |

|             | 21 februari 2015 | Örebro SK                        | 3 – 3           | Varbergs BoIS                           | Behrn Arena                                             |                                                         |
| 14:00 UTC+1 | 14:00 UTC+1      | Alhassan K 16′, 61′ Nordmark 63′ | (1 – 1) Rapport | 37′ P. Nyström 47′ Peter 67′ A. Kujović | Örebro Publik: 645 Domare: Mohammed Al-Hakim (Västerås) | Örebro Publik: 645 Domare: Mohammed Al-Hakim (Västerås) |
| 14:00 UTC+1 | 14:00 UTC+1      |                                  |                 |                                         | Örebro Publik: 645 Domare: Mohammed Al-Hakim (Västerås) | Örebro Publik: 645 Domare: Mohammed Al-Hakim (Västerås) |
| 14:00 UTC+1 | 14:00 UTC+1      |                                  |                 |                                         | Örebro Publik: 645 Domare: Mohammed Al-Hakim (Västerås) | Örebro Publik: 645 Domare: Mohammed Al-Hakim (Västerås) |

|             | 22 februari 2015 | Dalkurd FF | 1 – 2           | Gefle IF             | Domnarsvallen                                             |                                                           |
| 14:00 UTC+1 | 14:00 UTC+1      | Jagne 80′  | (0 – 2) Rapport | 30′ Oremo 44′ (sjm.) | Borlänge Publik: 256 Domare: Robert Daradic (Helsingborg) | Borlänge Publik: 256 Domare: Robert Daradic (Helsingborg) |
| 14:00 UTC+1 | 14:00 UTC+1      |            |                 |                      | Borlänge Publik: 256 Domare: Robert Daradic (Helsingborg) | Borlänge Publik: 256 Domare: Robert Daradic (Helsingborg) |
| 14:00 UTC+1 | 14:00 UTC+1      |            |                 |                      | Borlänge Publik: 256 Domare: Robert Daradic (Helsingborg) | Borlänge Publik: 256 Domare: Robert Daradic (Helsingborg) |

|             | 1 mars 2015 | Dalkurd | 0 – 1           | Örebro SK | Domnarsvallen                                             |                                                           |
| 14:00 UTC+1 | 14:00 UTC+1 |         | (0 – 1) Rapport | 41′ Pode  | Borlänge Publik: 822 Domare: Martin Strömbergsson (Gävle) | Borlänge Publik: 822 Domare: Martin Strömbergsson (Gävle) |
| 14:00 UTC+1 | 14:00 UTC+1 |         |                 |           | Borlänge Publik: 822 Domare: Martin Strömbergsson (Gävle) | Borlänge Publik: 822 Domare: Martin Strömbergsson (Gävle) |
| 14:00 UTC+1 | 14:00 UTC+1 |         |                 |           | Borlänge Publik: 822 Domare: Martin Strömbergsson (Gävle) | Borlänge Publik: 822 Domare: Martin Strömbergsson (Gävle) |

|             | 1 mars 2015 | Gefle IF                     | 2 – 1           | Varbergs BoIS | Strömvallen                                      |                                                  |
| 14:00 UTC+1 | 14:00 UTC+1 | Bertilsson 50′ Tshakasua 90′ | (1 – 0) Rapport | 68′ Peter     | Gävle Publik: 231 Domare: Jim Petersson (Motala) | Gävle Publik: 231 Domare: Jim Petersson (Motala) |
| 14:00 UTC+1 | 14:00 UTC+1 |                              |                 |               | Gävle Publik: 231 Domare: Jim Petersson (Motala) | Gävle Publik: 231 Domare: Jim Petersson (Motala) |
| 14:00 UTC+1 | 14:00 UTC+1 |                              |                 |               | Gävle Publik: 231 Domare: Jim Petersson (Motala) | Gävle Publik: 231 Domare: Jim Petersson (Motala) |

|             | 8 mars 2015 | Varbergs BoIS            | 2 – 0           | Dalkurd FF | Övrevi                                                   |                                                          |
| 16:00 UTC+1 | 16:00 UTC+1 | Lindner 49′ Tranberg 85′ | (0 – 0) Rapport |            | Varberg Publik: 260 Domare: Robert Daradic (Helsingborg) | Varberg Publik: 260 Domare: Robert Daradic (Helsingborg) |
| 16:00 UTC+1 | 16:00 UTC+1 |                          |                 |            | Varberg Publik: 260 Domare: Robert Daradic (Helsingborg) | Varberg Publik: 260 Domare: Robert Daradic (Helsingborg) |
| 16:00 UTC+1 | 16:00 UTC+1 |                          |                 |            | Varberg Publik: 260 Domare: Robert Daradic (Helsingborg) | Varberg Publik: 260 Domare: Robert Daradic (Helsingborg) |

|             | 8 mars 2015 | Örebro SK                    | 2 – 1           | Gefle IF  | Behrn Arena                                     |                                                 |
| 16:00 UTC+1 | 16:00 UTC+1 | Gerzic 43′ D. Gustavsson 60′ | (1 – 0) Rapport | 50′ Oremo | Örebro Publik: 1 013 Domare: Johan Hamlin (Bro) | Örebro Publik: 1 013 Domare: Johan Hamlin (Bro) |
| 16:00 UTC+1 | 16:00 UTC+1 |                              |                 |           | Örebro Publik: 1 013 Domare: Johan Hamlin (Bro) | Örebro Publik: 1 013 Domare: Johan Hamlin (Bro) |
| 16:00 UTC+1 | 16:00 UTC+1 |                              |                 |           | Örebro Publik: 1 013 Domare: Johan Hamlin (Bro) | Örebro Publik: 1 013 Domare: Johan Hamlin (Bro) |

### Grupp 7
| Nr | Lag            | S | V | O | F | GM | IM | MS | P |
| -- | -------------- | - | - | - | - | -- | -- | -- | - |
| 1  | IFK Norrköping | 3 | 2 | 0 | 1 | 7  | 3  | +4 | 6 |
| 2  | Norrby IF      | 3 | 2 | 0 | 1 | 9  | 6  | +3 | 6 |
| 3  | Djurgårdens IF | 3 | 1 | 1 | 1 | 5  | 5  | 0  | 4 |
| 4  | Ängelholms FF  | 3 | 0 | 1 | 2 | 0  | 7  | −7 | 1 |

| Hemma \ Borta  | DIF | IFK | NIF | ÄFF |
| Djurgårdens IF | —   | 3–1 | —   | 0–0 |
| IFK Norrköping | —   | —   | —   | 2–0 |
| Norrby IF      | 4–2 | 0–4 | —   | —   |
| Ängelholms FF  | —   | —   | 0–5 | —   |

|             | 22 februari 2015 | Djurgårdens IF | 0 – 0           | Ängelholms FF | Tele2 Arena                                          |                                                      |
| 14:00 UTC+1 | 14:00 UTC+1      |                | (0 – 0) Rapport |               | Stockholm Publik: 6 517 Domare: Per Melin (Kävlinge) | Stockholm Publik: 6 517 Domare: Per Melin (Kävlinge) |
| 14:00 UTC+1 | 14:00 UTC+1      |                |                 |               | Stockholm Publik: 6 517 Domare: Per Melin (Kävlinge) | Stockholm Publik: 6 517 Domare: Per Melin (Kävlinge) |
| 14:00 UTC+1 | 14:00 UTC+1      |                |                 |               | Stockholm Publik: 6 517 Domare: Per Melin (Kävlinge) | Stockholm Publik: 6 517 Domare: Per Melin (Kävlinge) |

|             | 22 februari 2015 | Norrby IF | 0 – 4           | IFK Norrköping                          | Borås Arena                                         |                                                     |
| 16:00 UTC+1 | 16:00 UTC+1      |           | (0 – 2) Rapport | 34′ Bärkroth 45′, 63′ Kamara 84′ Citaku | Borås Publik: 403 Domare: Antti Kanerva (Olofstorp) | Borås Publik: 403 Domare: Antti Kanerva (Olofstorp) |
| 16:00 UTC+1 | 16:00 UTC+1      |           |                 |                                         | Borås Publik: 403 Domare: Antti Kanerva (Olofstorp) | Borås Publik: 403 Domare: Antti Kanerva (Olofstorp) |
| 16:00 UTC+1 | 16:00 UTC+1      |           |                 |                                         | Borås Publik: 403 Domare: Antti Kanerva (Olofstorp) | Borås Publik: 403 Domare: Antti Kanerva (Olofstorp) |

|             | 1 mars 2015 | IFK Norrköping         | 2 – 0           | Ängelholms FF | Nya Parken                                                 |                                                            |
| 14:00 UTC+1 | 14:00 UTC+1 | Kamara 3′ Bärkroth 84′ | (1 – 0) Rapport |               | Norrköping Publik: 1 417 Domare: Antti Kanerva (Olofstorp) | Norrköping Publik: 1 417 Domare: Antti Kanerva (Olofstorp) |
| 14:00 UTC+1 | 14:00 UTC+1 |                        |                 |               | Norrköping Publik: 1 417 Domare: Antti Kanerva (Olofstorp) | Norrköping Publik: 1 417 Domare: Antti Kanerva (Olofstorp) |
| 14:00 UTC+1 | 14:00 UTC+1 |                        |                 |               | Norrköping Publik: 1 417 Domare: Antti Kanerva (Olofstorp) | Norrköping Publik: 1 417 Domare: Antti Kanerva (Olofstorp) |

|             | 1 mars 2015 | Norrby IF                            | 4 – 2           | Djurgårdens IF            | Borås Arena                                        |                                                    |
| 16:00 UTC+1 | 16:00 UTC+1 | Yarsuvat 14′, 60′, 87′ Osmanagic 79′ | (1 – 1) Rapport | 17′ A. Jawo 63′ Radetinac | Borås Publik: 505 Domare: Michael Lerjéus (Skövde) | Borås Publik: 505 Domare: Michael Lerjéus (Skövde) |
| 16:00 UTC+1 | 16:00 UTC+1 |                                      |                 |                           | Borås Publik: 505 Domare: Michael Lerjéus (Skövde) | Borås Publik: 505 Domare: Michael Lerjéus (Skövde) |
| 16:00 UTC+1 | 16:00 UTC+1 |                                      |                 |                           | Borås Publik: 505 Domare: Michael Lerjéus (Skövde) | Borås Publik: 505 Domare: Michael Lerjéus (Skövde) |

|             | 5 mars 2015 | Ängelholms FF | 0 – 5           | Norrby IF                                                | Olympiafältet                                                |                                                              |
| 19:00 UTC+1 | 19:00 UTC+1 |               | (0 – 3) Rapport | 18′ (str.), 79′ Yarsuvat 20′, 90′ Krasnici 30′ Osmanagic | Helsingborg Publik: 123 Domare: Robert Daradic (Helsingborg) | Helsingborg Publik: 123 Domare: Robert Daradic (Helsingborg) |
| 19:00 UTC+1 | 19:00 UTC+1 |               |                 |                                                          | Helsingborg Publik: 123 Domare: Robert Daradic (Helsingborg) | Helsingborg Publik: 123 Domare: Robert Daradic (Helsingborg) |
| 19:00 UTC+1 | 19:00 UTC+1 |               |                 |                                                          | Helsingborg Publik: 123 Domare: Robert Daradic (Helsingborg) | Helsingborg Publik: 123 Domare: Robert Daradic (Helsingborg) |

|             | 5 mars 2015 | Djurgårdens IF                          | 3 – 1           | IFK Norrköping | Tele2 Arena                                              |                                                          |
| 19:00 UTC+1 | 19:00 UTC+1 | Karlström 6′ Berntsen 15′ Radetinac 27′ | (3 – 0) Rapport | 82′ Traustason | Stockholm Publik: 2 381 Domare: Bojan Pandzic (Göteborg) | Stockholm Publik: 2 381 Domare: Bojan Pandzic (Göteborg) |
| 19:00 UTC+1 | 19:00 UTC+1 |                                         |                 |                | Stockholm Publik: 2 381 Domare: Bojan Pandzic (Göteborg) | Stockholm Publik: 2 381 Domare: Bojan Pandzic (Göteborg) |
| 19:00 UTC+1 | 19:00 UTC+1 |                                         |                 |                | Stockholm Publik: 2 381 Domare: Bojan Pandzic (Göteborg) | Stockholm Publik: 2 381 Domare: Bojan Pandzic (Göteborg) |

### Grupp 8
| Nr | Lag             | S | V | O | F | GM | IM | MS | P |
| -- | --------------- | - | - | - | - | -- | -- | -- | - |
| 1  | Helsingborgs IF | 3 | 1 | 2 | 0 | 7  | 3  | +4 | 5 |
| 2  | Halmstads BK    | 3 | 1 | 2 | 0 | 6  | 3  | +3 | 5 |
| 3  | Syrianska FC    | 3 | 1 | 1 | 1 | 5  | 6  | −1 | 4 |
| 4  | Västerås SK     | 3 | 0 | 1 | 2 | 3  | 9  | −6 | 1 |

| Hemma \ Borta   | HBK | HIF | SFC | VSK |
| Halmstads BK    | —   | —   | 3–0 | —   |
| Helsingborgs IF | 1–1 | —   | 2–2 | —   |
| Syrianska FC    | —   | —   | —   | 3–1 |
| Västerås SK     | 2–2 | 0–4 | —   | —   |

|             | 21 februari 2015 | Västerås SK               | 2 – 2           | Halmstads BK               | Swedbank Park                                         |                                                       |
| 14:00 UTC+1 | 14:00 UTC+1      | S. Johansson 57′ Hägg 81′ | (0 – 1) Rapport | 14′ (str.) Barny 73′ Ljung | Västerås Publik: 843 Domare: Dragan Banjac (Vendelsö) | Västerås Publik: 843 Domare: Dragan Banjac (Vendelsö) |
| 14:00 UTC+1 | 14:00 UTC+1      |                           |                 |                            | Västerås Publik: 843 Domare: Dragan Banjac (Vendelsö) | Västerås Publik: 843 Domare: Dragan Banjac (Vendelsö) |
| 14:00 UTC+1 | 14:00 UTC+1      |                           |                 |                            | Västerås Publik: 843 Domare: Dragan Banjac (Vendelsö) | Västerås Publik: 843 Domare: Dragan Banjac (Vendelsö) |

|             | 28 februari 2015 | Halmstads BK                          | 3 – 0           | Syrianska FC | Skedalaheds IP                                        |                                                       |
| 16:00 UTC+1 | 16:00 UTC+1      | Barny 46′ Karikari 52′ Silverholt 64′ | (1 – 0) Rapport |              | Halmstad Publik: 461 Domare: Bojan Pandzic (Göteborg) | Halmstad Publik: 461 Domare: Bojan Pandzic (Göteborg) |
| 16:00 UTC+1 | 16:00 UTC+1      |                                       |                 |              | Halmstad Publik: 461 Domare: Bojan Pandzic (Göteborg) | Halmstad Publik: 461 Domare: Bojan Pandzic (Göteborg) |
| 16:00 UTC+1 | 16:00 UTC+1      |                                       |                 |              | Halmstad Publik: 461 Domare: Bojan Pandzic (Göteborg) | Halmstad Publik: 461 Domare: Bojan Pandzic (Göteborg) |

|             | 1 mars 2015 | Västerås SK | 0 – 4           | Helsingborgs IF                                | Swedbank Park                                             |                                                           |
| 14:00 UTC+1 | 14:00 UTC+1 |             | (0 – 1) Rapport | 30′ Ajdarević 51′ Wede 54′ Atakora 66′ Pálsson | Västerås Publik: 786 Domare: Markus Strömbergsson (Gävle) | Västerås Publik: 786 Domare: Markus Strömbergsson (Gävle) |
| 14:00 UTC+1 | 14:00 UTC+1 |             |                 |                                                | Västerås Publik: 786 Domare: Markus Strömbergsson (Gävle) | Västerås Publik: 786 Domare: Markus Strömbergsson (Gävle) |
| 14:00 UTC+1 | 14:00 UTC+1 |             |                 |                                                | Västerås Publik: 786 Domare: Markus Strömbergsson (Gävle) | Västerås Publik: 786 Domare: Markus Strömbergsson (Gävle) |

|             | 4 mars 2015 | Helsingborgs IF           | 2 – 2           | Syrianska FC                | Olympiafältet                                           |                                                         |
| 19:00 UTC+1 | 19:00 UTC+1 | J. Larsson 6′ Atakora 69′ | (1 – 1) Rapport | 45′ Ghoddos 65′ S. Karlsson | Helsingborg Publik: 1 687 Domare: Andreas Ekberg (Lund) | Helsingborg Publik: 1 687 Domare: Andreas Ekberg (Lund) |
| 19:00 UTC+1 | 19:00 UTC+1 |                           |                 |                             | Helsingborg Publik: 1 687 Domare: Andreas Ekberg (Lund) | Helsingborg Publik: 1 687 Domare: Andreas Ekberg (Lund) |
| 19:00 UTC+1 | 19:00 UTC+1 |                           |                 |                             | Helsingborg Publik: 1 687 Domare: Andreas Ekberg (Lund) | Helsingborg Publik: 1 687 Domare: Andreas Ekberg (Lund) |

|             | 8 mars 2015 | Syrianska FC                     | 3 – 1           | Västerås SK     | Södertälje fotbollsarena                              |                                                       |
| 14:00 UTC+1 | 14:00 UTC+1 | S. Karlsson 15′, 26′ Ghoddos 59′ | (1 – 1) Rapport | 34′ Fredriksson | Södertälje Publik: 374 Domare: Johan Krantz (Uppsala) | Södertälje Publik: 374 Domare: Johan Krantz (Uppsala) |
| 14:00 UTC+1 | 14:00 UTC+1 |                                  |                 |                 | Södertälje Publik: 374 Domare: Johan Krantz (Uppsala) | Södertälje Publik: 374 Domare: Johan Krantz (Uppsala) |
| 14:00 UTC+1 | 14:00 UTC+1 |                                  |                 |                 | Södertälje Publik: 374 Domare: Johan Krantz (Uppsala) | Södertälje Publik: 374 Domare: Johan Krantz (Uppsala) |

|             | 8 mars 2015 | Helsingborgs IF | 1 – 1           | Halmstads BK | Olympiafältet                                               |                                                             |
| 14:00 UTC+1 | 14:00 UTC+1 | Uronen 45′      | (1 – 0) Rapport | 78′ Karikari | Helsingborg Publik: 2 033 Domare: Stefan Johannesson (Täby) | Helsingborg Publik: 2 033 Domare: Stefan Johannesson (Täby) |
| 14:00 UTC+1 | 14:00 UTC+1 |                 |                 |              | Helsingborg Publik: 2 033 Domare: Stefan Johannesson (Täby) | Helsingborg Publik: 2 033 Domare: Stefan Johannesson (Täby) |
| 14:00 UTC+1 | 14:00 UTC+1 |                 |                 |              | Helsingborg Publik: 2 033 Domare: Stefan Johannesson (Täby) | Helsingborg Publik: 2 033 Domare: Stefan Johannesson (Täby) |